# Periga
Periga is een geslacht van vlinders van de familie nachtpauwogen (Saturniidae), uit de onderfamilie Hemileucinae.

## Soorten
- P. abnegata Walker, 1869
- P. angulosa (Lemaire, 1972)
- P. anitae Naumann, Brosch & Wenczel, 2005
- P. armata (Lemaire, 1973)
- P. aurantiaca (Lemaire, 1972)
- P. bispinosa (Lemaire, 1972)
- P. boettgerorum Naumann, Brosch & Wenczel, 2005
- P. brechlini Naumann, Brosch & Wenczel, 2005
- P. circumstans Walker, 1855
- P. cluacina (Druce, 1886)
- P. cynira (Cramer, 1777)
- P. elsa (Lemaire, 1973)
- P. extensiva Lemaire, 2002
- P. falcata Walker, 1855
- P. galbimaculata (Lemaire, 1972)
- P. gueneei (Lemaire, 1973)
- P. herbini Lemaire, 2002
- P. incidiosa Lemaire, 1971
- P. inexpectata (Lemaire, 1972)
- P. insidiosa (Lemaire, 1972)
- P. intensiva (Lemaire, 1973)
- P. kindli Lemaire, 1993
- P. kishidai Naumann, Brosch & Wenczel, 2005
- P. lichyi (Lemaire, 1972)
- P. lobulata Lemaire, 2002
- P. occidentalis (Lemaire, 1972)
- P. parvibulbacea (Lemaire, 1972)
- P. prattorum (Lemaire, 1972)
- P. rasplusi (Lemaire, 1985)
- P. sanguinea Lemaire, 2002
- P. spatulata (Lemaire, 1973)
- P. squamosa (Lemaire, 1972)